# Lijst van afleveringen van Klaas kan alles (seizoen 4)
Dit is een lijst van afleveringen van Klaas kan alles seizoen 4. In de schema's staan de opdrachten weergegeven, het resultaat en notities.

## Afleveringen

### Aflevering 1
Uitzenddatum: 6 oktober 2018
| Item                                                    | Geslaagd? | Notities |
| ------------------------------------------------------- | --------- | --- |
| Bijna onmogelijke missie: blijven staan bij een tornado | Ja        | De bedoeling van de eerste bijna onmogelijke missie in dit vierde seizoen was om te blijven staan bij tornadokracht 3, wat neerkwam op een windsnelheid van 225 km/h. Als eerste ging Klaas informatie inwinnen bij voormalig weerman Reinier van den Berg, die tevens als tornadojager naar Amerika was geweest en daar materiaal had gefilmd van de wervelwinden. In Eindhoven probeerde Klaas vervolgens een windtunnel uit. Hij slaagde erin om te blijven staan bij windkracht 11, de helft van wat nodig was om de missie tot een goed einde te brengen. Succes behaalde hij als wingwalker. Hij stond boven op een stuntvliegtuig dat met 225 km/h door de lucht vloog. Daarmee was de missie geslaagd. |
| Duel tegen professional: veldrijder                     | Nee       | In het duel van deze aflevering ging Klaas de strijd aan tegen Nederlands wielren- en veldrenkampioene Lucinda Brand. Er was een parcours uitgezet door mul zand dat Brand op haar fiets zou afleggen. Klaas mocht echter gebruikmaken van een speciale elektrische rolstoel op rupsbanden (Ziesel) in de hoop de kampioene te verslaan. Na een nek-aan-nekrace finishte Lucinda net iets eerder. |
| Bijzonder beroep: LOTUS                                 | Ja        | Klaas deed mee aan een oefening waar hij optrad als LOTUS-slachtoffer. Zijn opdracht hierbij was om zijn rol als verkeersslachtoffer goed uit te beelden. Hij sloot de oefening met goed gevolg af. |

### Aflevering 2
Uitzenddatum: 13 oktober 2018
| Item                                                     | Geslaagd? | Notities |
| -------------------------------------------------------- | --------- | --- |
| Bijna onmogelijke missie: sneller zwemmen dan Jesse Puts | Nee       | Klaas oriënteerde zich op het onderwerp in een diepzeeaquarium. Zo vertelde een bioloog die hem gidste over hoe haaien zich op hoge snelheid door het water konden verplaatsen. In een Endless Pool testte hij vervolgens verschillende zwemgadgets uit, zoals een wetsuit, een speciale snorkel en speciale flippers. Hij kon relatief gemakkelijk snel zwemmen, maar niet snel genoeg om Jesse Puts de baas te kunnen zijn. Uiteindelijk ging Klaas het duel met hem aan in de WASUB. Deze mensaangedreven submarine zou met zijn 13 km/h snel genoeg zijn om Puts te kloppen. Op de 50 meter zwemafstand had Klaas echter een slechte start waarna hij de zwemkampioen niet meer kon kloppen. |
| Duel tegen professional: straatmaken                     | Nee       | Het tweede duel van dit seizoen ging over straatmaken. Klaas ging het duel aan tegen de Nederlands kampioen in het straatmaken. Daarvoor mocht hij gebruikmaken van een machinale bestratingsklem terwijl de kampioen de klus handmatig zou klaren. Klaas kon de kampioen niet de baas. |
| Bijzonder beroep: ninja                                  | Ja        | Voor dit bijzondere beroep reisde Klaas naar Japan af om deel te nemen aan een ninjatraining. Klaas werd getraind in het uitvoeren van verschillende vechttechnieken. Deze moest hij na afloop ook tonen aan de clanleider. Klaas slaagde in zijn missie. |

### Aflevering 3
Uitzenddatum: 20 oktober 2018
| Item                                                    | Geslaagd? | Notities |
| ------------------------------------------------------- | --------- | --- |
| Bijna onmogelijke missie: op twee plekken tegelijk zijn | Ja        | De opdracht voor Klaas bestond eruit dat hij op twee plekken tegeijk een lezing moest houden op kwantummechanica. Klaas begon deze missie met een grote robot. Deze werkte met een exoskelet dat Klaas aantrok. De bewegingen die hij in dit exoskelet maakte, zou de robot kopiëren. De robot kon echter niet praten, waardoor hij niet bruikbaar was om te gebruiken bij een lezing. De tweede poging om Klaas op twee plekken tegelijk te laten zijn, werd gedaan in de vorm van een andere robot. Deze bestond simpelweg uit een tablet op wieltjes. Met deze tablet in videobelmodus reed deze robot naar een deskundige kwantummechanica waarmee Klaas zijn lezing kon voorbereiden. De deskundige miste echter de beweging van Klaas om echt te kunnen spreken van op twee plekken tegelijk zijn. Om de missie te behalen, nam hij een hologram van zichzelf op. Deze methode hield in dat Klaas zelf zijn lezing op de ene plek zou houden, terwijl het hologram tegelijkertijd de lezing op de andere plek deed. De missie slaagde. |
| Duel tegen professional: weervrouw                      | Nee       | Tijdens het regenseizoen reisde Klaas af naar Tokio om het duel aan te gaan met een lokale weervrouw. Ze zouden allebei een weersverwachting presenteren voor de volgende dag. Om deze voor te bereiden maakte Klaas gebruik van een serie gadgets die hij bij zich had om onder andere temperatuur en windkracht te meten. Beide weersverwachtingen werden beoordeeld, maar uiteindelijk moest Klaas het met één punt verschil (67 tegen 66) afleggen tegen de professionele Japanse weervrouw. |
| Bijzonder beroep: monstertruckdriver                    | Ja        | Als bijzonder beroep ging Klaas één dag aan de slag als chauffeur van een monstertruck. In De Kuip in Rotterdam kreeg hij les van de Amerikaanse monstertruckchauffeur Jon Zimmer. Hij demonstreerde een uitgezet parcours in zijn monstertruck en Klaas moest dezelfde ronde ook afleggen. Na een oefenronde in het kolossale voertuig slaagde Klaas erin om het parcours op een goed tempo af te leggen en slaagde zijn missie. |

### Aflevering 4
Uitzenddatum: 27 oktober 2018
| Item                                                    | Geslaagd? | Notities |
| ------------------------------------------------------- | --------- | --- |
| Bijna onmogelijke missie: salto maken met rijdende auto | Ja        | Voor de uitvoering van deze bijna onmogelijke missie begon Klaas in een kart. Hij probeerde hiermee een steile wand verticaal te beklimmen. Dit lukte, maar daarmee was hij nog niet over de kop gegaan. Vervolgens ging hij aan de slag met Stuntteam de Beukelaer in een poging een auto zo te laten crashen dat hij over de kop zou slaan. Klaas eindigde echter ondersteboven en ging niet over de kop. Uiteindelijk reisde Klaas af naar Duitsland om een ultieme poging te doen. Hij probeerde een salto te maken met de zogeheten Kartinger, een achtbaanrail die in een looping liep en die met een kart genomen kon worden. Na een paar pogingen kon Klaas succesvol de salto maken. |
| Duel tegen professional: sushichef                      | Nee       | Klaas nam het in Tokio op tegen een sushichef. Ze bereidden allebei een sushigerecht voor dat beoordeeld zou worden door drie proefpersonen. De sushichef zou de sushi echter klaar maken op de traditionele manier terwijl Klaas een aantal gadgets gebruikte. Hij slaagde er niet in de winst binnen te slepen; de proefpersonen kozen unaniem voor de uitvoering van de professionele sushichef. |
| Bijzonder beroep: olifantenpedicure                     | Ja        | Voor het bijzondere beroep van deze aflevering hielp Klaas mee bij een olifantenpedicure in de dierentuin. Hij deed de voetverzorging van een paar olifanten waarbij de teennagels gevijld en behandeld moesten worden. Het kostte hem wat moeite, maar met de nodige oefening zou hij het wel onder de knie krijgen. |

### Aflevering 5
Uitzenddatum: 3 november 2018
| Item                                       | Geslaagd? | Notities |
| ------------------------------------------ | --------- | --- |
| Bijna onmogelijke missie: superheld zijn   | Ja        | Om te beginnen ging Klaas naar een cosplayer. Hij werd getransformeerd tot Transformer door middel van een groot pak dat hij aan kreeg. Echter kon hij er niet fatsoenlijk in lopen en miste hij ook zijn schietwapens. Voor dat laatste ging hij naar een duo vuurexperts die hem een vlammenwerper omdeden. Deze bleek uitstekend geschikt om een barbecue aan te steken. Met een kleine vlammenwerper die hij om zijn pols kreeg, kon hij er ook goed op los branden, maar hij liep daar wel een brandblaar door op. De overtreffende trap vond Klaas in Japan. Hij nam plaats in een tweetal kolossale robots, waaronder een van 8½ meter hoog. Hier kon hij mee lopen en schieten. |
| Duel tegen professional: hoofd huishouding | Nee       | Het duel van deze aflevering speelde zich af in een hotel. Klaas nam het in een duel op tegen het hoofd huishouding van dienst in het schoonmaken van een besmeurde hotelkamer. Daarvoor had Klaas een aantal schoonmaakgadgets tot zijn beschikking. Het hoofd huishouding was echter beduidend beter en Klaas slaagde niet in zijn missie. |
| Bijzonder beroep: voltigeur                | Ja        | Klaas ging voor één dag aan de slag als voltigeur. Hij oefende een serie turnoefeningen op een galopperend paard, meer bepaald om op zijn rug te kunnen staan. Hij zou uiteindelijk deelnemen aan een show. Het kostte hem de nodige moeite, maar uiteindelijk slaagde hij er tijdens show in om vrij op het paard te blijven staan. |

### Aflevering 6
Uitzenddatum: 17 november 2018
| Item                                                   | Geslaagd? | Notities |
| ------------------------------------------------------ | --------- | --- |
| Bijna onmogelijke missie: Alberto Stegeman ontmaskeren | Ja        | In deze bijna onmogelijke missie zou Alberto Stegeman naar een gemaskerd bal gaan om daar een beeldje te stelen. De bedoeling was dat Klaas hem zou ontmaskeren voordat hij wist te ontkomen. Daarvoor kreeg hij eerst een training in predictive profiling, waarin hij leerde om verdacht gedrag te herkennen. Daarna probeerde hij een computerprogramma uit dat verdacht gedrag kon herkennen. Om Stegeman te ontmaskeren wilde Klaas gebruikmaken van gezichtsherkenningssoftware, maar omdat de misdaadjournalist gemaskerd was, herkende deze hem niet. Toch wist Klaas hem in de gemaskerde menigte te herkennen dankzij zijn eerder opgedane ervaring rond verdacht gedrag herkennen. Stegeman kon ontmaskerd worden net voordat hij met het beeldje het bal kon verlaten. |
| Duel tegen professional: hoogspringer                  | Nee       | Klaas ging het duel aan tegen hoogspringer Marius Wouters. Ze sprongen over een lat die steeds hoger kwam te liggen. Hiervoor maakte Klaas gebruik van een pogostick. Beiden wisten ze een hoogte van 1m00 en 1m20 te halen. Daarna werd de lat gelijk op 1m80 gelegd en poogden beide heren om deze hoogte te springen. Wouters slaagde hier met groot gemak in, Klaas niet en daarmee verloor hij het duel. |
| Bijzonder beroep: gids in rampenmuseum                 | Ja        | Voor het bijzondere beroep was Klaas naar Japan afgereisd. Hier was hij één dag gids in een speciaal centrum, waar Japanners werden getraind om te gaan met bepaalde rampen, zoals brand of een ingestort huis. Klaas zou bezoekers begeleiden bij de aardbevingssimulator om ze zodoende te leren wat ze moeten doen bij een aardbeving. Hij slaagde in zijn taak en daarmee was deze opdracht tot een goed einde gebracht. |

### Aflevering 7
Uitzenddatum: 24 november 2018
| Item                                                                       | Geslaagd? | Notities |
| -------------------------------------------------------------------------- | --------- | --- |
| Bijna onmogelijke missie: parcours afleggen over ruw terrein met obstakels | Ja        | De vier obstakels die Klaas moest overwinnen, waren modder, een heuvel, rotsen en een geul. Daarvoor mocht hij gebruikmaken van één enkel voertuig. Het eerste voertuig dat hij uitprobeerde, was de shredder. Dit speciale offroad voertuig, een kruising tussen een segway, een quad en een tank, kwam hij door de modder heen. Een boomstronk lag echter in de weg, waardoor het voertuig niet geschikt zou zijn om het parcours mee af te leggen. Hij probeerde het met een trialbike. Met de nodige moeite kon hij met deze motor enkele obstakels overwinnen, maar het bleek onvoldoende voor het parcours. De oplossing voor het parcours vond hij uiteindelijk in Frankrijk. Op een speciale buggy, de zogeheten SWINCAR e-Spider, kon hij alle vier de vereiste obstakels overwinnen en slaagde zijn missie. |
| Duel tegen professional: boogschutter                                      | Nee       | In het duel ging Klaas de strijd aan tegen Sjef van den Berg, wereldkampioen indoor handboogschieten. Hiervoor maakte Klaas gebruik van een infraroodvoorziening op zijn boog. Deze rekende uit hoe hoog hij moest richten om het doel te raken. Hoewel Klaas een goede start had met zijn eerste schot in de roos, moest hij het uiteindelijk toch afleggen tegen Van den Berg: 54 – 42. |
| Bijzonder beroep: kunstvervalser                                           | Nee       | Onder begeleiding van kunstvervalser Geert Jan Jansen probeerde Klaas een schilderij na te maken van Karel Appel. Dit plaatste hij vervolgens in het Rijksmuseum Amsterdam om te kijken hoe geloofwaardig zijn vervalsing was. Een bezoeker trapte erin, maar de conservator van het museum had duidelijk in de gaten dat het geen echte Karel Appel was. Voor het eerst in de vierjarige geschiedenis van het programma faalde hiermee Klaas' missie rond een bijzonder beroep. |

### Aflevering 8
Uitzenddatum: 1 december 2018
| Item                                                           | Geslaagd? | Notities |
| -------------------------------------------------------------- | --------- | --- |
| Bijna onmogelijke missie: blikken omgooien op 50 meter afstand | Ja        | Bij de laatste bijna onmogelijke missie van dit seizoen stond een blikkentoren centraal. De bedoeling was dat Klaas deze blikken omver zou gooien op een afstand van 50 meter. Om te beginnen ging hij discuswerpen met Nederlands kampioene Corinne Nugter. Hij wist zijn discus echter niet verder van 20 meter ver te werpen. Als tweede probeerde hij het met een drone. Deze was voorzien van een systeem waarmee objecten meegenomen en gedropt konden worden. Hiermee werd geprobeerd de blikken omver te gooien, maar zonder succes. De laatste poging was met een kerstboomkanon; een kanon op luchtdruk om kerstbomen mee af te schieten. Er waren verschillende pogingen voor nodig, maar uiteindelijk gingen er toch een aantal blikken omver. |
| Duel tegen professional: boksen                                | Nee       | Boksen was het onderwerp in het duel van deze week. Klaas zou het duel aangaan tegen Peter Müllenberg om een kermisboksbal zo hard mogelijk in te slaan. Klaas mocht gebruikmaken van sensoren op zijn pols die via een tablet een indicatie konden geven hoe hard hij sloeg. Met behulp van bondscoach Hennie van Bemmel trainde hij vervolgens voor het duel. Hij kon Müllenberg niet de baas op de kermisboksbal. Met dit verlies is Klaas er in dit vierde seizoen van het programma geen enkele keer in geslaagd een duel op zijn naam te zetten. |
| Bijzonder beroep: muziektolk                                   | Ja        | Klaas reisde af naar de Scheveningse pier om muziektolk te zijn op een muziekevenement voor doven, slechthorenden en horenden. Na een oefening met een professionele muziektolk zou hij de dovenvertolking van Het is een nacht verzorgen voor het publiek. Hij had er de nodige moeite mee, maar uiteindelijk slaagde hij wel. |

## Statistieken
| Type opdracht            | Aantal geslaagd | Slagingspercentage |
| ------------------------ | --------------- | ------------------ |
| Bijna onmogelijke missie | 7/8             | 87,5%              |
| Duel tegen professional  | 0/8             | 0%                 |
| Bijzonder beroep         | 7/8             | 87,5%              |
| Totaal                   | 14/24           | 58,3%              |